# Cixidia woodworthi
Cixidia woodworthi är en insektsart som först beskrevs av Van Duzee 1916.  Cixidia woodworthi ingår i släktet Cixidia och familjen vedstritar. Inga underarter finns listade i Catalogue of Life.